# Kimia Hosseini
Kimia Hosseini (Teerã, 29 de julho de 2003) é uma atriz iraniana. Fez sua estreia como atriz em 2009 aos nove anos de idade, quando estrelou o filme vencedor do Oscar, A Separação de Asghar Farhadi.

## Prêmios e indicações
Kimia ganhou o Urso de Prata de Melhor Atriz no 61º Festival Internacional de Cinema de Berlim juntamente com Leila Hatami, Sareh Bayat e Sarina Farhadi em conjunto por  A Separação.